# ديترويت: نحو الإنسانية
ديترويت: بيكم هيومن (بالإنجليزية: Detroit: Become Human)‏ هي لعبة فيديو من نوع خيال علمي، صدرت حصرياً لنظام بلاي ستيشن 4 في مايو 2018. لاحقا في 2019 تم الإعلان عن إصدارها على الكمبيوتر الشخصي عبر متجر إيبك غيمز. اللعبة من تطوير كوانتيك دريم ومن نشر سوني إنتراكتيف إنترتينمنت. وتحتوي على ترجمة عربية للقوائم ودبلجة للأصوات باللهجة المصرية، والنسخة العربية اصدرت تحت عنوان ديترويت: نحو الإنسانية.
تدور القصة حول ثلاثة روبوتات أندرويد: كارا (Kara) التي هربت من مالكها التي كانت تخدمه لاستكشاف مشاعرها الجديدة وحماية الفتاة التي معها، أما بالنسبة لكونور (Connor) فهو محقق ومطارد الأندرويد المتحولة عاطفياً، وأخيراً ماركوس (Markus) الذي يكرس نفسه لتحرير الأندرويد الأخرى من العبودية.
تعتمد القصة على تحركات اللاعب لهؤلاء الشخصيات الثلاثة فإما أن يبقون على قيد الحياة أو يهلكونا اعتماداً على اختيارات اللاعب ولعبت الممثلة فالوري كوري دور شخصية كارا في اللعبة، ولكي يوسعون بحوثهم ذهب المطورون لزيارة مدينة ديترويت واستشاروا الكثير من خبراء الذكاء الاصطناعي على مدى عامين لإكمال اللعبة. أنتجت اللعبة من قبل المطور ديفيد كيج حيث قاموا ببناء محرك جديد لاستكمال اللعبة واستعملوا المئات من الممثلين قبل البدء في عملية التصوير والرسوم المتحركة.
الملحنين لموسيقى كارا و كونور وماركوس هم فيليب شيبارد و نيما فخرارا و جون بايسانو و التقوا مطوروا لعبة ديترويت بمراجعات مواتية بشكل عام من النقاد الذين امتدحوا الإعدادات، والمرئيات، واللحظات الصغيرة في القصة، والشخصيات الرئيسية، وممثلي الأصوات، والخيارات المؤثرة بداخل القصة، ومميزات المخطط الانسيابي، ولكنهم انتقدوا عناصر التحكم في الحركة وسوء التعامل مع المخطوطات التاريخية والموضوعية وجوانب سير الأحداث في القصة والشخصيات. مع ذلك نجحت هذه اللعبة بشكل كبير بالنسبة لشركة كوانتيك دريم حيث باعت اللعبة مليون نسخة.

## أسلوب اللعب

صورة مأخوذة من داخل اللعبة اثناء محاولة كونر انقاذ فتاة صغيرة من اندرويد متغيّر

ديترويت: نحو الإنسانية هي لعبة فيديو من نوع مغامرة تكون اللعبة عن طريق منظور ثالث كما أن هناك عدة شخصيات متعددة والتي من الممكن أن تموت وتستمر اللعبة  من دونهم كما أنه لايوجد هناك رسالة «قيم اوفر» عند موت الشخصيات.
يتم استخدام العصا التماثلية اليمنى على وحدة التحكم DualShock للتفاعل مع الكائنات ومراقبة المحيط، والعصا التماثلية اليسرى للحركة، و R2 يقوم بمسح بيئة للإجراءات الممكنة. يتم أيضًا استخدام عناصر التحكم في الحركة ولوحة اللمس من خلال الحوار والأحداث والقرارات السريعة تعتمد القصة على اختيارات اللاعب.
يمكنك رؤية قصتك التي اخترتها من خلال المخطط الانسيابي بعد انتهائك من الفصل و يمكن للاعب العودة إلى نقاط معينة في القصة لإعادة صياغة القرارات في حالة الندم كما أن هناك بعض المشاهد تتميز بالعد التنازلي، مما تجعل اللاعب يفكر ويتصرف بسرعة.
يمكن للاعب قراءة المجلات مما تحث اللاعبين على القراءة إضافة إلى أن الأشخاص الذين تلعب بهم بالقصة هم: كونور ، محقق الشرطة للأندرويد ومهمته هو مطاردة الروبوتات التي انحرفت سلوكياتهم المبرمجة، و كارا مدبرة المنزل والوعي الاصطناعي لها قابل للتطور، و ماركوس الروبوت الذي اكتسب وعيه و بدأ بتحرير الآخرين من العبودية.
قصة كونور: يحصل كونور على الأدلة من خلال تسليط الضوء على البيئة وتحليلها ثم يستطيع بعدها بإعادة بناء الأحداث التي حدثت من قبل وإعادة عرضها. كلما زادت المعلومات التي يجمعها كونور في غضون الوقت المحدد، كلما زادت فرصة النجاح في تحديد مسار العمل ما بالنسبة لماركوس فلديه القدرة على منح الحرية للروبوت وحساب نتائج أعمال معينة.
قصة ماركوس: يعود نائب المتغيرين ماركوس ومالكه إلى المنزل ويلاحظون أن هناك أحد بالمنزل فيستدعون الشرطة ليقبضون على المشتبه به أثناء مواجهة الجاني الذي دخل المنزل، استطاع ماركوس تجاوز برنامجه ليصبح متغير ومستقل استقلالية كاملة، مما دفع الشرطة لإطلاق النار عليه وإصابته عند وصولهم بعد هذه الحادثة استيقظ ماركوس في مدافن الروبوتات المحطمة، وبعد الهروب من المكان يكتشف مكان جيريكو وهو عبارة عن سفينة محطمة كانت ملاذ للروبوتات المتغيرة، كما أن حشَد ماركوس المتغيرين للقتال من أجل حقوقهم عندها قاموا بالعديد من أعمال العصيان للمدنيين، مما جذب انتباه العامة وحصلوا على المزيد من الروبوتات للانضمام وقرر مكتب التحقيقات الفدرالي أن يهاجموا جيريكو، حينها أقدم ماركوس والآخرين على إعداد مسيرة أخيرة لمحاولة نجاتهم، وقد كانت النتيجة توقف مقتل جميع المحاربين وفتحت الرئيسة محادثات للسلام.
يتم إرسال محقق الشرطة الروبوت كونور من قبل شركة سايبر لايف لمساعدة الملازم هانك أندرسون الذي كان مدمن على الكحول ويكره الروبوت  و من خلال تحقيقاتهم ستنحرف بعض الأمور عن مجراها، إما أن يترابطون أو تنهار علاقتهم، مما يؤدي إلى قيام هانك بالانتحار، أثناء بحث كونور عن مجموعة ماركوس بدأ يشك في نفسه إذا كان يستطيع البقاء ثابتاً مع معتقداته بأن لايكون متغير أم لا واستطاع معرفة موقع جيريكو، المكان الذي بإمكانه ان يصبح متغير به فإذا تخلى كونور عن حزبه فإنه سوف يتسلل إلى برج سايبر لايف ليجعل باقي الأندرويد متغيرين، أما إذا لم يتخلى كونور عن حزبه فإنه سوف يحاول الطلق على ماركوس أثناء الاحتجاج النهائي، لكن يتم ايقافه من قبل مكتب التحقيقات الفيدرالي أو المحقق هانك و في النهاية، إذا تحقق السلام تستطيع الاختيار إما كونور يقتل ماركوس أثناء خطابه أو لا.
قصة كارا: مدبرة المنزل الروبوت كارا مِلك لتود ويليامز وابنته أليس، هربت كارا مع أليس حين محاولته ضربهم وأصبحت كارا متغيرة بعد هروبهم حاولوا عبور الحدود ويعتزمان الوصول إلى كندا، فليس لديها قوانين محددة تشمل الروبوتات والمكان سيكون آمن بالنسبة لهم وأثناء سيرهم صادفا كارا وأليس في طريقهم روبوت يدعى لوثر وأصبحوا أصدقاء وانضم معهم إلى رحلتهم.
فكانوا يبحثون عن أحد يساعدهم إلى أن وجدوا أحد المتعاطفين مع الروبوتات الذين قاموا بتوجيههم للذهاب إلى جيريكو للحصول على جوازات السفر، عند ذهابهم إلى جيريكو سوف يتعرضون للهجوم هناك مما قد يؤدي ذلك إلى وفاة كارا وأليس ولوثر، عرفت كارا أن أليس كانت في الحقيقة روبوت وقد اشتراها تود لتحل محل إبنته الحقيقية يستطيعون كارا وأليس الذهاب لكندا عن طريق السفينة أو الحافلة، أو البقاء على قيد الحياة في مركز إعادة التدوير، أو أنهم يموتون في كلتا الحالتين وهم يحاولون ذلك.

## فريق التطوير
ميزانية لعبة ديترويت تصل إلى 30 مليون يورو لتطويرها ، عرضت اللعبة في كوانتيك دريم عام 2012 على البلايستيشن 3 مما أدى إلى ردود فعل قوية وحصوله على جائزة الأفلام الدولية القصيرة في لوس أنجلوس و لعبت الممثلة فالوري كاري دور البطولة بشخصية كارا , أراد الكاتب والمخرج ديفيد كيج أن يضع لعبة تجريبية (بالإنجليزية : DEMO ) قبل أن تصدر اللعبة لشخصية كارا ولكنه لم يكن متأكد ماهي خطته القادمة لأحداث القصة و أستلهم الفكرة من الكاتب راي كورزويل من كتابه التفرد قريب (بالإنجليزية : The Singularity Is Near) والذي يشرح فيه مستويات الذكاء الاصطناعي للآلات مما جعل ديفيد كيج يقترح أن الآلات سيكون لها مشاعر يوماً ما.
كما أنه تم تصميم الروبوتات عن طريق الأعضاء الإصطناعية وكيفية تشغيل محرك الطاقة وحركة العين البشرية فكل روبوت له قدرات ومهنه معينة وقد تمت استشارة خبراء الذكاء الاصطناعي لتحديد أي التطورات التكنولوجية كانت الأكثر جدوى واختيرت مدينة ديترويت للعبة لإنعاشها ، وقد خضعت للتراجع الاقتصادي بعد مساهمة تاريخية في الصناعة الأمريكية و سافر المطورون إلى ديترويت لإجراء البحوث الميدانية ، و التقاط الصور ، وزيارة المباني المهجورة ومقابلة الناس و في أواخر 2013 كان المطور ديفيد كيج في مرحلة ماقبل الإنتاج للعبة ديترويت نحو الإنسانية , وقال أنه سيعتمد على عمله في لعبتي : هيفي رين و بيوند تو سولز (بالإنجليزية : Heavy Rain and Beyond: Two Souls) و تم نقل نص ديفيد كيج ما بين 2000 إلى 3000 صفحة لفريق التصميم في البداية ، بينما أنشأ المبرمجون الرسومات بالإضافة إلى محرك ألعاب جديد مع تقدم في ميزات مثل التقديم والإضاءة الديناميكية والتظليل والبوكيه والكاميرات الفعلية.

## الإصدار
بعد ذلك قامت شركة كوانتيك دريم بتحسين عمق محرك اللعبة الخاص به بعد أن قام مارك سيرني المهندس الرئيسي لبلايستيشن 4 بتقييمه و في أكتوبر 2016 ، تم الانتهاء من السيناريو بعد أكثر من عامين, استخدم ديفيد كيج خطط ورسومًا بيانية أثناء كتابة الخيارات ، لمعرفة المكان الذي سينتهي به الأمر ؛ مع وضع «خمسة أو ستة آلاف صفحة من الملاحظات» ، تشبه هذه القصة مكعب روبيك ، وقد تم إلغاء اثنين من المشاهد بسبب عدم وضوحها في محاولة تصوير العنف, وذهب الطاقم إلى لوس أنجلوس ولندن وباريس بحثًا عن أكثر من 250 شخصًا لتصوير 513 دورًا و قاموا بعمل مسح ضوئي للممثلين على شكل ثلاثي الأبعاد 3D ، والتي يتم بعدها عمل نماذج للشخصيات, ويتبع ذلك التصوير والرسوم المتحركة ، وفي 8 سبتمبر 2017 ، انتهت تجربة الأداء بعد 324 يومًا.
ديترويت نحو الإنسانية : عملت من قبل 180 موظفًا في كوانتيك دريم ، كما تم الاستعانة بمصادر خارجية من الفلبين ، و الصين ،  و فيتنام ، والهند وتحتوي اللعبة على 35000 لقطة كاميرا و 74،000 رسم متحرك فريد و 5.1 مليون سطر و رمز و لعبت شخصيات كونور وماركوس من قبل بريان ديهارت وجيسي وليامز ، بينما كلانسي براون , ولانس هنريكسن , ومنكا كيلي يلعبون دور شخصيات الدعم مثل الملازم هانك أندرسون ، و كارل مانفريد ، و نورث.
أثناء اللعبة هناك ثلاثة شخصيات مختلفة، جميع الثلاث شخصيات قابلة للعب: فيليب شيبارد تمثل دور كارا ، نيما فخرارا يمثل دور كونور ، وجون بيسانو لماركوس ، و استلهمت فرقة شيبارد الأغنية الخاصة لكارا عن طريق لهب النار , بينما يوجد هناك طبقات تأتي في مقطعين من اسمها و ابتكر فخرارا أدوات مخصصة للمزج الكلاسيكي ليتمكن الصوت من تمثيل الطبيعة الروبوتية لكونور ، صُنِعت موسيقى بايسانو مع فكرة أنها ستكون مثل ترنيمة كنيسة , والتي تجسد تحول ماركوس إلى قائد و سجلت شيبارد في استوديوهات آبي رود (بالإنجليزية : Abbey Road)  مع الكثير من جلسات الأوركسترا أما بالنسبة لفريق بايسانو (بالإنجليزية : Paesano) سجل الأوركسترا الخاصة بهم في مسرح سينكرون في فيينا (بالإنجليزية : Synchron Stage Vienna) استخدم مدير التصوير ايميريك مونتوتشت الحبيبات السميكة والعدسة الطويلة المهتزة مع عمق سطحي لقسم كارا و الحبوب الصغيرة الضيقة واللوحة زرقاء لكونور وألوان برتقالية وبيضاء لماركوس ، تم إصدار اللعبة للتصنيع في 23 أبريل 2018 بعد أربع سنوات من الإنتاج.
أعلنت لعبة ديترويت في 27 أكتوبر 2015 في مؤتمر سوني أثناء أسبوع باريس للألعاب , و ظهرت خلال معرض E3  عام 2016 و 2017 حيث عرض به إعلان للعبة وطريقة اللعب والشخصيات و أثناء معرض E3  عام 2017 صرح كيج في المؤتمر أن اللعبة سوف تصدر في عام 2018 في الوقت المحدد من الربع الأول أو الثاني ، أصدرت اللعبة في 25 مايو 2018 للبلايستيشن 4 و إذا قمت بطلب مسبق للعبة قبل إصدارها فسوف تحصل على خلفية متحركة وموسيقى تصويرية بينما إذا حصلت على النسخة العالية فسوف تتضمن نسخة من لعبة هيفي رين و  كتاب رسم رقمي ، و موسيقى رقمية واثنان من الخلفيات المتحركة و 10 صور  وستكون الموسيقى متاحة في تاريخ 22 يونيو 2018.
بعد أسبوع ألعاب باريس لعام 2017 , تم انتقاد مقطع من الإعلان وكان يظهر فيه سوء معاملة الأطفال وبشكل خاص فتاة بعمر العشر سنوات تتعرض للضرب من قبل والدها و دافع ديكارت عن المقطع قائلا إن القصة تثير التعاطف أصدرت اللعبة نسخة تجريبية قبل إصدارها مع أول مشهد «الضحية» على متجر بلايستيشن يوم 24 أبريل 2018 ، مصحوبًا بمهارة أمازون أليكسا (Amazon Alexa)  التي توجه اللاعب من خلال العرض التوضيحي  وقد روجت اليابان اللعبة عن طريق فلم قصير سمي بـ طوكيو : نحو الإنسانية و يتضمن الإعلان  مقدمة قصيرة  باللغة الإنجليزية عن إيليا كامسكي صانع الروبوتات وعن كلوي أول روبوت تجتاز اختبار تورينج.

## الاستقبال
حصلت لعبة ديترويت على مراجعات جيدة بشكل عام استناداً على مراجعات موقع ميتاكريتيك وقال كريس كارتر من شركة ديستروكتويد (بالإنجليزية : Destructoid) ، إنه على الرغم من ميل كوانتيك دريم بالقصص البوليسية ، إلا أنه استمتع بلعب وسلوك كونور من حيث هدوءه وأصله وأشاد كارتر بالمكان ووصفه بأنه «قابل للتصديق» و «آسر» ، مع ملاحظة أن «اللحظات الصغيرة» كانت من بين نقاط القوة بالقصة. كما فضل مايكل غوروف من مجلة الألعاب الإلكترونية الشهرية حقيقة أن الشخصيات الحقيقية قابلة للعب و كانت روبوتات , لأن وضع واجبات المواطن من الدرجة الثانية خلق وجهة نظر فعالة , وتعتمد اللعبة على التركيز والأحداث السريعة.
كما أشاد جوروف بالتأثير المريح بشكل لايصدق وغير متوقع في بعض الأحيان للقرارات الجماعية و أعلن أن هذا أكبر إنجاز لهذه اللعبة ووافقت كيمبرلي والاس كاتبة لمجلة جيم انفورمر، على تقييم كارتر لـ «اللحظات الصغيرة» قائلة إن تطور الشخصية كان «ممتعًا للمشاهدة» ، وتم التعامل معه بشكل بارز وجيد وعبرت عن تقديرها للطريقة التي أثرت بها القصص المتفرعة على الأجزاء الأخيرة وأثنت على كوانتيك دريم لتحقيق الإنجاز «المثير للإعجاب».
كما كتب بول تامبورو في «ثورة الألعاب» أن ديترويت: نحو الإنسانية  تحمل «عالم رائع ... غني بعروض رائعة وأحدث فن آسر  للحركة» وأثنى على كاري ، وديشارت ، وويليامز على «أدائهم المتقن» ، وقال إن اللعبة كانت من بين «أكثر عمل متقن» كما شعر أن الخيارات «بشكل جذري» غيرت القصة  و رحب بيتر براون من جيم سبوت بتنوع الدرجات بين الشخصيات لضمان مشاركة اللاعب  وكانت «أكثر المشاهد المروعة والمفاجئة في اللعبة» تترك إنطباعا كبيراَ على براون ، حيث وجد البعض أن بعض المقاطع  «لا تنسى حقا» بالإضافة إلى ذلك ، أشار إلى أن الصور كانت جميلة و «آسرة للنظر»
وأشاد أندرو هارتوب من شركة جيمز رادار لـكوانتيك دريم صنع "قصة تفاعلية قادرة على إثارة مشاعر حقيقية ونزيهة ومتنوعة" واعتقد أن عواقب القرارات كانت "مبهجة للغاية" ، على الرغم من ندرة ذلك ، ورؤية الإعداد بشكل "جميل" كما أحب هارتوب نماذج الشخصيات ، واصفاً إياها بـ "الأكثر لفتًا للنظر في الألعاب" ، وفضل الأعين على وجه الخصوص و على جوانب صنع القرار ، أعلن ديترويت: نحو  الإنسانية "المعيار الذهبي الجديد والتي تصنف من أفضل الاختيارات ذات مغزى في الألعاب.
وكتبت لوسي أوبراين في اي جي إن (IGN) أن أحداث اللعبة نوعاً ما تنحني نحو الميلودراما حيث  تتحرك بشكل متكرر حسب خياراتك مع نتائج ذات معنى". كما أثنت على تمثيل كاري ، ديشارت ، وويليامز ، مع ملاحظة فوائد مختلفة لكل شخصية ، لقد قيم أوبراين القصة بشكل عام بأنها "ممتعة بشكل كبير " والبيئات على أنها "مفصلة بشكل جميل" ومثل غوروف ، والاس ، وتامبورو ، وهارتوب ، وجد أوبراين أن "المسارات المتفرعة متعددة وعميقة" ، في الوقت الذي تكمل فيه أيضًا المخططات الانسيابية ، وهي الميزة التي حددها كولم أهيرن من VideoGamer.com  كواحدة من صفات الألعاب النادرة.
بالمقابل ، انتقد كارتر «استكشاف مستوى سطح الأرض» في سفينة ثيسيوس ، مشككًا في دقة المخرج  وقد ألقى باللوم على ضعف كتابة ديفيد كيج لقصة كارا , وأسماه أصحاب المنازل ومدمني المخدرات «كقصة كرتونية» وشكا من «التمثيل الغير متقن»   كان انزعاج جويروف الوحيد من ميزة حركة التحكم الحساسة ، ولا سيما استهانة استخدامها في الأحداث السريعة ، و اعتقدت والاس أن قصة ماركوس كانت الأسوأ من بين الثلاثة ، مستشهدة بـ «الخطابات التي يمكن التنبؤ بها» و قرارات الأبيض والأسود باعتبارها المشاكل الأساسية , واقترحت أن السرد عانى من «افتقاره للبراعة» وأنه مقتبس من التشابه التاريخي كما أشارت إلى نفس كلام كارتير أن عرض مدمن المخدرات قصة مبالغ فيها ، وأعربت عن اعتقادها أن استخدام أدوات التحكم في الحركة ولوحة اللمس «غير بديهية» وتحتاج إلى تنويعًا أكثر من طريقة اللعب ، وأثار تامبورو أن الافتتاحية كانت «بطيئة» و «ممله» ، ومثل هذه القصص تتطلب أحداث سريعة ، ومسارات القصة العرضية تعتبر قابلة للأسئلة ,  كما نظر براون إلى ماركوس على أنه «يفتقر إلى الوضوح بشكل ملحوظ» وحجته للتاريخ الفعلي على أنه «الوقت السليم» و «تشتيت الانتباه» وعلق بأن عرض المخطط الانسيابي كان ضارًا في نهاية المطاف للاعب وتمنى أن يكون هناك طريقة لتعطيله ، لم يعجب هارتوب اللحظات التي كانت فيها المواضيع إما «تلمس [د]» أو «يدفعك بعيدا جدا» كما لاحظ أوبراين ثغرات متعددة ووجد قدرًا كبيرًا من الشرح والحوارات الغير متقنة و كتب أهيرن رأيه قائلا : «ديترويت: نحو الإنسانية تريد أن تنقلك للشيء الغير موجود في الحقيقة ... عندما تكون الرواية كطائرة وقبيحة كما هي , أنت لن ترغب في اللعب عدة مرات»

## المبيعات
ديترويت:نحو الإنسانية  أصبحت المركز الخامس على الرسم البياني البريطاني بعد يومين من الإصدار ، وفي أسبوع واحد ، احتلت المركز الأول في إجمالي المبيعات ، كما هو الحال مع مبيعات وحدة التحكم وحدها ؛ على الرغم من أنه أقل من هيفي راين وبيوند: تو سولز في تلك المنطقة ، ادعى ديفيد كيج والمنتج التنفيذي غوليوم دو فوندامويغ أنه كان الإطلاق الأكثر نجاحًا في الاستوديو حتى الآن.
كما أكدت مجموعة يوميات المشتريات الوطنية (بالإنجليزية : NPD) أنها حققت نمواً في المبيعات يزيد عن عشرين بالمائة على لعبة هيفي رين ، و أصبحت لعبة ديترويت : نحو الإنسانية ثالث أفضل ألعاب الفيديو مبيعاً ، حيث حققت ثالث أكبر عائد في الولايات المتحدة ، وباعت أقصى ما يمكن من أي عنوان في متجر البلايستيشن في مايو 2018 ، بعد أن كانت متوفرة لمدة ستة أيام.
صدرت في اليابان مع 39،548 وحدة (التي ارتفعت إلى 56،480 بعد أسبوعين) ، وحصلت على المرتبة الثانية بجانب دارك سولز ريماستر في المملكة المتحدة ، و شهد الأسبوع الثاني أيضًا أنها أصبحت ثاني أفضل لعبة فيديو مبيعاً خلف فيفا 18
بيعت اللعبة مليون نسخة بعد أول أسبوعين. وبعد إنتهاء 10 يونيو ، انخفضت مبيعاتها المادية إلى المركز الرابع في المملكة المتحدة. وبلغت مبيعاتها في اليابان 74،458 نسخة في 17 يونيو ، ولكنها انخفضت من مخطط لوحة المراقبة  في البلاد بعد أسبوع واحد ، عندما احتلت اللعبة على المركز التاسع في الرسم البياني للمملكة المتحدة. وبعد شهرين من إطلاق اللعبة كان مجموع الأشخاص الذين لعبوا اللعبة يصل على 5.1 مليون شخص.

## روابط خارجية
- ديترويت: نحو الإنسانية على موقع IMDb (الإنجليزية)